# Keisuke Honda
Keisuke Honda (jap. 本田 圭佑, Honda Keisuke; * 13. Juni 1986 in Settsu, Präfektur Osaka) ist ein ehemaliger japanischer Fußballspieler und heutiger Trainer.

## Karriere

### Spielerkarriere

#### Vereine
Honda lernte das Fußballspielen im Kindesalter bei Settsu FC. Dort wurde sein Talent entdeckt und er wechselte in die Nachwuchsakademie von Gamba Osaka. Dort schaffte er den Durchbruch nicht und wechselte 2001 in die Mannschaft der Seiryō-Oberschule. Innerhalb von zwei Jahren stiegen seine Leistungen und er führte sein Team als Schlüsselspieler ins Halbfinale um die nationale Schulmeisterschaft. Seine Auftritte blieben auch bei J. League Mannschaften nicht unbemerkt und so wechselte er 2005 zu Nagoya Grampus. Dort entwickelte er sich zum Stammspieler und Leistungsträger.
Am 16. Januar 2008 unterzeichnete der Mittelfeldspieler beim niederländischen Erstligisten VVV-Venlo einen Eineinhalbjahresvertrag. Honda wurde auf Anhieb Stammspieler. Der Klub stieg nach Ablauf der Saison in die Eerste Divisie ab. Durch Honda und eine gute Mannschaftsleistung gelang der sofortige Wiederaufstieg in die Eredivisie. Zum Anfang der Saison 2009/10 begeisterte der Offensivspieler durch gute Spiele und Tore. Schon im Jahr zuvor hatte sich der Japaner zum Publikumsliebling entwickelt und bekam den Spitznamen Keizer Keisuke (カイザー・ケイスケ, Kaizā Keisuke). Zudem wurde er zum besten Spieler der Eerste Divisie 2008/09 gewählt. In den ersten acht Pflichtpartien nach Wiederaufstieg erzielte er sieben Tore.
Am 1. Januar 2010 wechselte Honda für sechs Millionen Euro zum russischen Club ZSKA Moskau. Beim 2:1-Auswärtssieg von ZSKA Moskau im Achtelfinal-Rückspiel der UEFA Champions League 2009/10 gegen den FC Sevilla bereitete Honda den ersten Treffer vor und erzielte das zweite Tor selbst. Am 28. August im Stadtderby gegen Spartak Moskau erlitt Honda eine Knieverletzung und fiel für drei Monate aus. Am 18. November 2010 bei der 1:2-Heimniederlage gegen Rubin Kasan gab Honda sein Comeback. In den folgenden drei Jahren gewann er mit dem Verein insgesamt vier nationale Titel.
Honda wechselte am 3. Januar 2014 ablösefrei zur AC Mailand. Im Juni 2017 unterschrieb er beim CF Pachuca. Im August 2018 wechselte er in die australische A-League zu Melbourne Victory. Nach Ende der Saison 2018/19, wechselte Honda 2019 in die Niederlande zu Vitesse Arnheim. Anfang 2020 wurde sein erneuter Wechsel bekannt. Er ging nach Brasilien, wo er beim Botafogo FR aus Rio de Janeiro einen Vertrag für die Spielzeit 2020 unterzeichnete. Anfang 2021 wechselte Honda erst zu Neftçi Baku nach Aserbaidschan und die zweite Jahreshälfte spielte er noch für den FK Sūduva in Litauen.

#### Nationalmannschaft
Mit der japanischen U-20-Auswahl nahm Honda an der Junioren-Fußballweltmeisterschaft 2005 in den Niederlanden teil. Zudem war er für die U-23 nominiert, die bei den Olympischen Sommerspielen 2008 auflief.
Seit 2008 spielt Honda in der japanischen Fußballnationalmannschaft. Er wurde in den japanischen Kader für die Fußball-Weltmeisterschaft 2010 berufen. In der Gruppenphase erzielte er zwei Treffer und qualifizierte sich mit dem Team für das Achtelfinale, das man im Elfmeterschießen gegen die paraguayische Fußballnationalmannschaft verlor.
2011 nahm Honda mit der japanischen Auswahl an der Asienmeisterschaft in Katar teil, die mit einem 1:0-Finalsieg über Australien gewonnen wurde. Honda lief in fünf Spielen von Beginn an auf, im Spiel gegen Saudi-Arabien saß er angeschlagen auf der Auswechselbank. Er wurde zum besten Spieler des Turniers gewählt.
2018 schaffte er den Sprung ins japanische Aufgebot zur Weltmeisterschaft. Im zweiten Gruppenspiel gegen den Senegal traf er zum 2:2-Endstand.

### Trainerkarriere
Von 2018 bis 2023 war Honda ehrenamtlich als Trainer und Manager (Teamchef) der A-Nationalmannschaft Kambodschas tätig. In dieser Zeit kümmerte er sich auch noch als Teamchef um dessen U-22/23-Auswahl vor und während den Südostasienspielen 2023.

## Erfolge

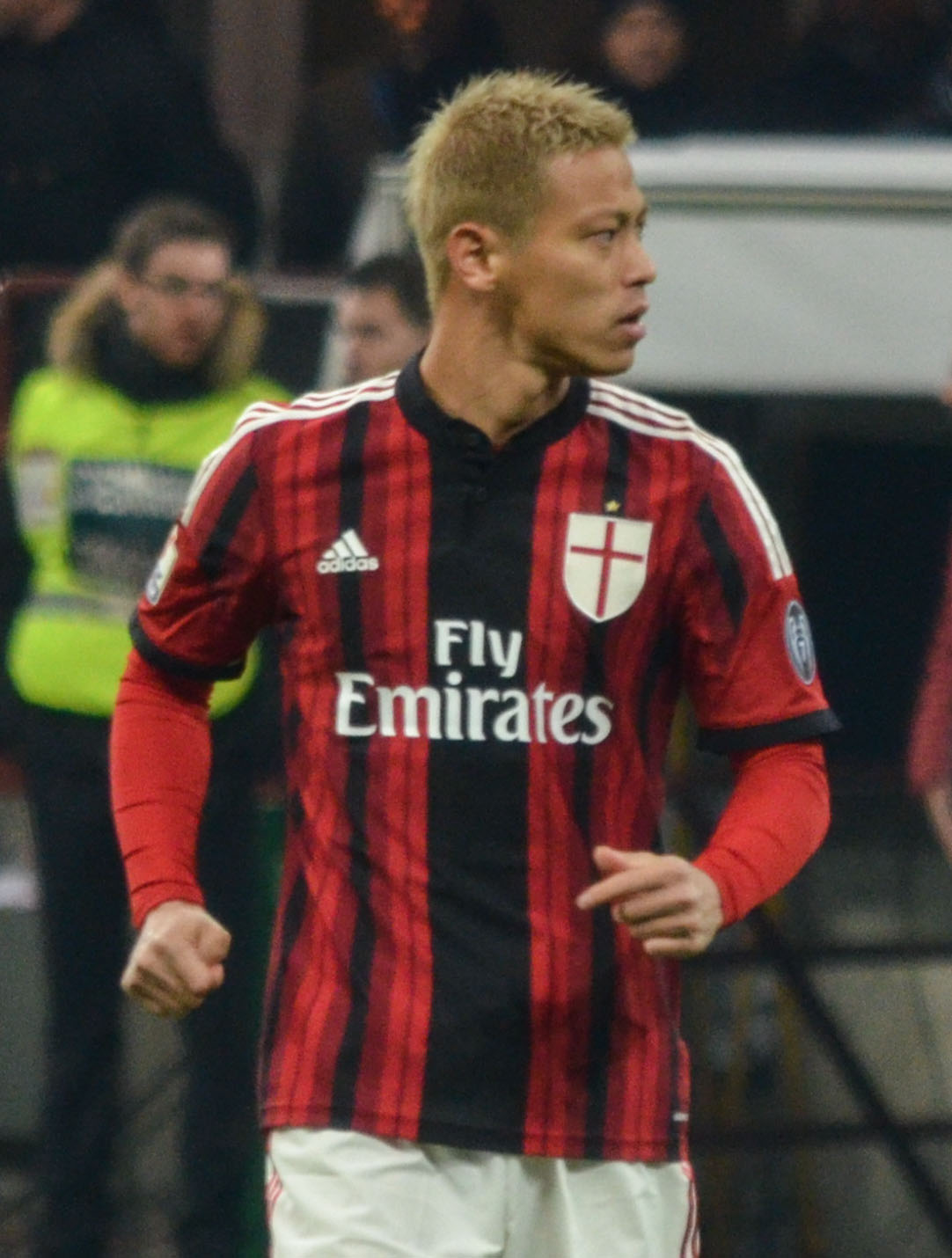
Keisuke Honda im Trikot der AC Mailand (2015)

### Verein
VVV Venlo
- Niederländischer Zweitligameister: 2009  ▲

ZSKA Moskau
- Russischer Meister: 2013, 2014
- Russischer Pokalsieger: 2013
- Russischer Superpokalsieger: 2013

AC Mailand
- Italienischer Superpokalsieger: 2016

Neftçi Baku
- Aserbaidschanischer Meister: 2021

### Nationalmannschaft
- Asienmeisterschaft: 2011

## Auszeichnungen
- Bester Spieler der Eerste Divisie: 2009
- Bester Spieler der Asienmeisterschaft: 2011